# Поднозов, Дмитрий Владимирович
Дмитрий Владимирович Поднозов (17 декабря 1961, Санкт-Петербург) — российский актёр театра, телевидения и кино. Художественный руководитель и создатель Санкт-Петербургского драматического театра «Особняк».

## Биография
Дмитрий Владимирович родился в Ленинграде в 1961 году. Отец — сотрудник уголовного розыска, мать — медицинский работник. В возрасте семи лет в семье родились братья-близнецы, забота о которых частично перешла на Дмитрия. На актёрскую деятельность Поднозова вдохновил художественный фильм «Приключения Буратино».
После завершения обучения в школе Дмитрий Поднозов подал документы на поступление во все театральные учебные заведения Москвы и Ленинграда, однако во многих в зачислении ему было отказано. Поднозов был принят в Ленинградский институт театра, музыки и кинематографии, где проходил обучение в мастерской народного артиста СССР Рубена Агамирзяна.
В 1984 году завершил обучение в институте и по распределению был направлен в город Советск Калининградской области. Актёру не повезло с первым рабочим местом, так как в театре произошёл пожар и театральная деятельность приостановилась. Поднозов переехал в Псков и несколько лет отработал в местном городском театре. Был одержим идеей создания собственного театра.
В 1989 году Дмитрий Поднозов вместе с Тамарой Крехно и Игорем Лариным основали Санкт-Петербургский драматический театр «Особняк». Театральный деятель вкладывал в своё детище все заработанные средства. В 1990-е театр стал узнаваем, а труппа совершила первые гастроли, в том числе в страны Европы и США. На сцене этого театра Поднозов сыграл свои самые яркие роли. В его репертуар вошли спектакли по текстам Фёдора Достоевского, Фридриха Ницше, Карла Густава Юнга, были осуществлены постановки произведений Михаила Угарова. За роль в постановке «Истребитель» актёр удостоился премии фестиваля «Рождественский парад» На юбилейном 10-м UNIDRAM-2003 в Потсдаме был отмечен спектакль-дуэт «246», который являлся авторским проектом Д.Поднозова и Н.Эсхи.
В 2015 году спектакль «Барьер» в постановке Яны Туминой, в котором актёр Дмитрий Поднозов сыграл главную роль, был отмечен Высшей театральной премией Петербурга «Золотой Софит-2015» в двух номинациях.
В 2019 году в «Особняке» состоялась премьера моноспектакля «LЁD», где Поднозов сыграл сразу несколько художественных образов.
В 1987 году Поднозов получил первую роль в кино, в экранизации повести Сергея Высоцкого «Среда обитания». В начале 2000-х годов актёр стал активно сниматься в российских сериалах и фильмах. Первая главная роль у Поднозова состоялась в 2005 году — в «Sказке O Sчастье», сыграв майора Ключевского.
С актёром охотно сотрудничали режиссёры многих известных телевизионных фильмов. Поднозов сыграл яркие роли в «Консультант» и «Торгсин», «Чернобыль» и «Белый снег». В сентябре 2018 года с его участием состоялась большая мировая премьера Наталии Мещаниновой «Сердце мира». Работа была представлена на фестивале «Кинотавр», где удостоилась Гран-при.
В 2024 году актёрский дуэт Дмитрий Поднозов и Наталья Парашкина номинированы на премию «Золотой софит-2024» в номинации за лучший актёрский дуэт за работу в спектакле «Вчерашний чай».

## Работы в театре
Санкт-Петербургский драматический театр «Особняк»:
- «Фандо и Лис»;
- «Кроткая» Ф.Достоевский;
- «Король умирает» Ионеско;
- «Так говорил Заратустра» по текстам Ницше и Юнга.

## Работы в кино
- 2025 — Кончится лето, отец
- 2024 — Почему ты? — Владимир
- Похищение — Игорь Владимирович
- Комбинация — ректор
- Княжна милосердия — Дмитрий Алексеевич Милютин
- Цербер — Фетисов
- Сумрак — Илья Матвеевич
- Спасти единственного сына — Храмов
- Сансара — электрик
- Панчер — Сан Саныч
- Оффлайн-2
- Императрицы — Миних
- Анна Медиум — Аркадий Борисович Смольский
- Что и требовалось доказать-2 — Марфин
- Чайки — Дробот
- Тест на беременность-4 — Воробьёв
- Тайфун — Обухов
- Кунгур — Токарь
- Карамора — Щербатов
- Собор — офицер в Полтаве
- Метод Михайлова — Борис Крамер
- Медиатор — Олег Чистяков
- Клиника счастья — отец хакера
- Капитан Волконогов бежал — Елизаров
- Казанова в России. Тайная миссия — настоятель иезуитов
- Земное притяжение — Вылков А. П.
- Доктор Иванов — Катамахин
- 2021 — Чернобыль — Костенко
- Трудные подростки-2 — Сергей Бородин
- Скажи ей — врач
- Проект «Анна Николаевна» — Шагалов
- Женское дело — Андрей Сазонов
- Дайвер — Сеня
- Горюнов-2 — главный врач
- Водоворот — Вячеслав Баев
- 2021 — Белый снег — Грушин
- Тень за спиной — Борс Сергеевич Ведерников
- Преступление-2 — Сударев
- Подкидыш — Барон
- Охота на певицу — Сергей Сергеевич
- Не ждали — охранник в поликлинике
- Замаячный — Алексей Данилович Мазуров
- Екатерина. Самозванцы — Уоллес
- Алекс Лютый — Циркуль, учитель литературы
- 2018 — Танки — Василий Кривич
- Сердце мира — Николай Иванович, отец Даши
- Русалки — Симонов, адвокат
- Огненный ангел — Павел Николаевич Глебов
- Мажор-3 — Борис
- Девятая — часовых дел мастер
- 2018 — Гурзуф — Макар Семёнович Горюн
- Гений — Павел Гаврилович Нычкин
- Тайны города «ЭН» — Михаил Сергеевич
- 2017 — Торгсин — Генрих Григорьевич Ягода
- Охота на дьявола — Эско Риекки
- Личность не установлена — Юрий Викторович Пономарёв
- Адаптация — замминистра
- 2016 — Чёрная кошка — Черкас
- Тайны следствия-16 — Дмитрий Жиров
- Ледокол — Долгов
- Консультант — Владимир Смихно
- Ивановы — Борис Михайлович, главный бухгалтер
- Чума — старший лейтенант Лепешкин
- Тайны следствия-15 — Дмитрий Жиров
- Спутники — Соболь
- Снег и пепел — Видель
- Серёжка Казановы — конферансье
- Своя чужая — Дмитрий Владимирович
- Норвег — автослесарь
- Духless 2 — Виктор Ильич
- Восхождение на Олимп — Зубарев
- Великая — командир
- Трюкач — Олег Викторович Фомин
- Тайны следствия-14 — Дмитрий Жиров
- Охотники за головами — сотрудник немецких спецслужб
- Лучшие враги — Константин Шумарин
- 2014 — Дубровский — Николай Кузнецов
- Григорий Р. — Владимир Николаевич Коковцов
- Гетеры майора Соколова — Черкасов
- Кости — Олег Павлович Николаев, руководитель Особого отдела СК
- Хуторянин — Антон Михайлович Лапин
- 2013 — Три мушкетёра — продавец дома
- Тариф на прошлое — Эдик
- Тайны следствия-13 — Дмитрий Жиров
- Собачий рай — Миша
- Морские дьяволы. Смерч −2 — Алексей Сафонов
- Моими глазами — Воронов
- Майор полиции — Валентин Круглов
- Дознаватель-2 — Ахматов
- Государственная защита-3 — Кумыс
- Горюнов — подполковник медицинской службы
- Тайны следствия-12 — Дмитрий Жиров
- Тайны следствия-11 — криминалист
- Ржавчина — Лобанов
- Патруль. Васильевский остров — Константин Сергеев (Лекарь)
- Отстегните ремни — Константин Юрьевич Самойлов
- Наружное наблюдение — Борис Семенович Мышлаевский
- Литейный (7-й сезон) — Дмитрий Ильич Харевич
- Кулинар — Змей Исключение из правил — начальник Линьковой
- Инспектор Купер — Возницын
- Бездна — Дмитрий Сергеевич Чижов
- Агент особого назначения-3 — генерал
- Фурцева — Михаил Андреевич Суслов
- Тайны следствия-10 — Митя
- 2012 — Как назло Сибирь — отец Артёма
- 2012 — Служу Советскому Союзу! — Хабалов
- Печорин — Вернер
- Отрыв — Игнат Бубнов
- Опергруппа-2 — Андронников
- Настоящие — Негадов
- Катя. Продолжение — Юрий Константинович Казанцев
- Защита свидетелей — Григорий Холин
- Дом на обочине — Петр Иванович
- Гончие — 4 — Антон Кунаков (Слон)
- Чужая — Карасик
- Тайны следствия-9 — Митя
- Служу Отечеству! — Кит
- ППС — Ямпольский
- Морские дьяволы — 4 — Виктор Леонидович
- Которого не было — Иван
- Золотой капкан — Вершинин
- Военная разведка. Западный фронт — оберштурмбаннфюрер Гайслер
- Брат за брата — Антон Ливанов («Зубр»)
- Черчилль — Апостол
- Смерть Вазир-Мухтара — Самсон-хан (Самсон Яковлевич Макинцев)
- Русский дубль — Кирилл Ершов
- Одну тебя люблю — Лепёшкин
- Московский дворик — Алексей Иванович Маркелов
- Летучий отряд — Тимченко
- Вербное воскресенье — Герман Александрович Филин
- Брачный контракт — доктор Мурадян
- Блудные дети — Алексей Морозов
- Юрьев день — милиционер
- Трудно быть мачо — представитель ФСБ
- Сад — Гаев
- Литейный (2-й сезон) — Дмитрий Павлович Зарин
- Каменская-5 — Андрей Дюзинцев
- Дорожный патруль — 2 — Николай Николаевич Окунев
- Гаишники — Костя
- Тени прошлого — Лосев, «Лось»
- Слепой-3 — Григорий Добровольский
- Пером и шпагой — граф Александр Иванович Шувалов
- Миллионер поневоле — Тихорский
- Братья — следователь
- Столыпин… Невыученные уроки — Бокий
- Синдикат — Павел
- Русский перевод — оперативник
- Прииск — Колесников
- Острог. Дело Фёдора Сеченова — Ярослав Николаевич Безбережный
- Фаворский — Яанус
- Семь человек невидимок — Ванечка
- Рататуй — Павел Петрович
- Пари — майор Самичев
- Ментовские войны-2 — Валера Морозов («Холодный»)
- Королевство кривых… — эксперт-криминалист
- Вепрь — эпизод
- Sказка O Sчастье — Ключевский
- Танцор — Бобер
- Тайна Заборского омута — Ариэль Васильевич
- Спецотдел — отец Ильи
- Крот-2 — Гамаюн
- Агентство «Золотая пуля» — Родион Каширин
- Убойная сила-3 — Гена Савенков — «Сова»
- Среда обитания — сын Валентины Сергеевны

## Награды и номинации
| Год  | Награда | Категория                         | Роль        | Итог      | Ref. |
| ---- | ------- | --------------------------------- | ----------- | --------- | ---- |
| 2019 | Ника    | Лучшая мужская роль второго плана | Сердце мира | Номинация |      |